# Helene von Beckerath

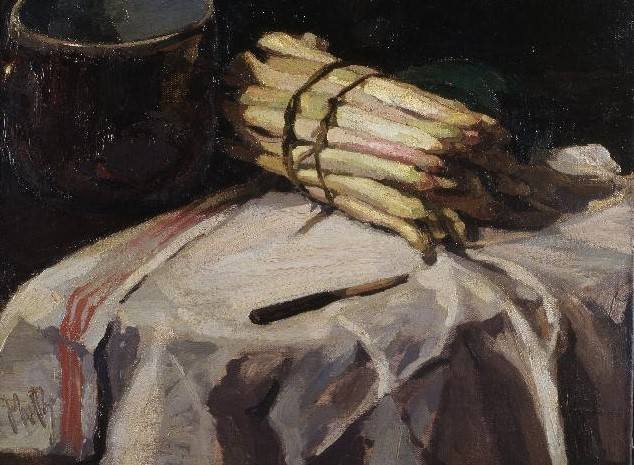
Stillleben mit Spargeln (19. Jahrhundert)

Helene von Beckerath (* 19. Februar 1872 in Krefeld; † 19. Januar 1946 in Frankfurt am Main) war eine deutsche Malerin und Bildhauerin.

## Leben

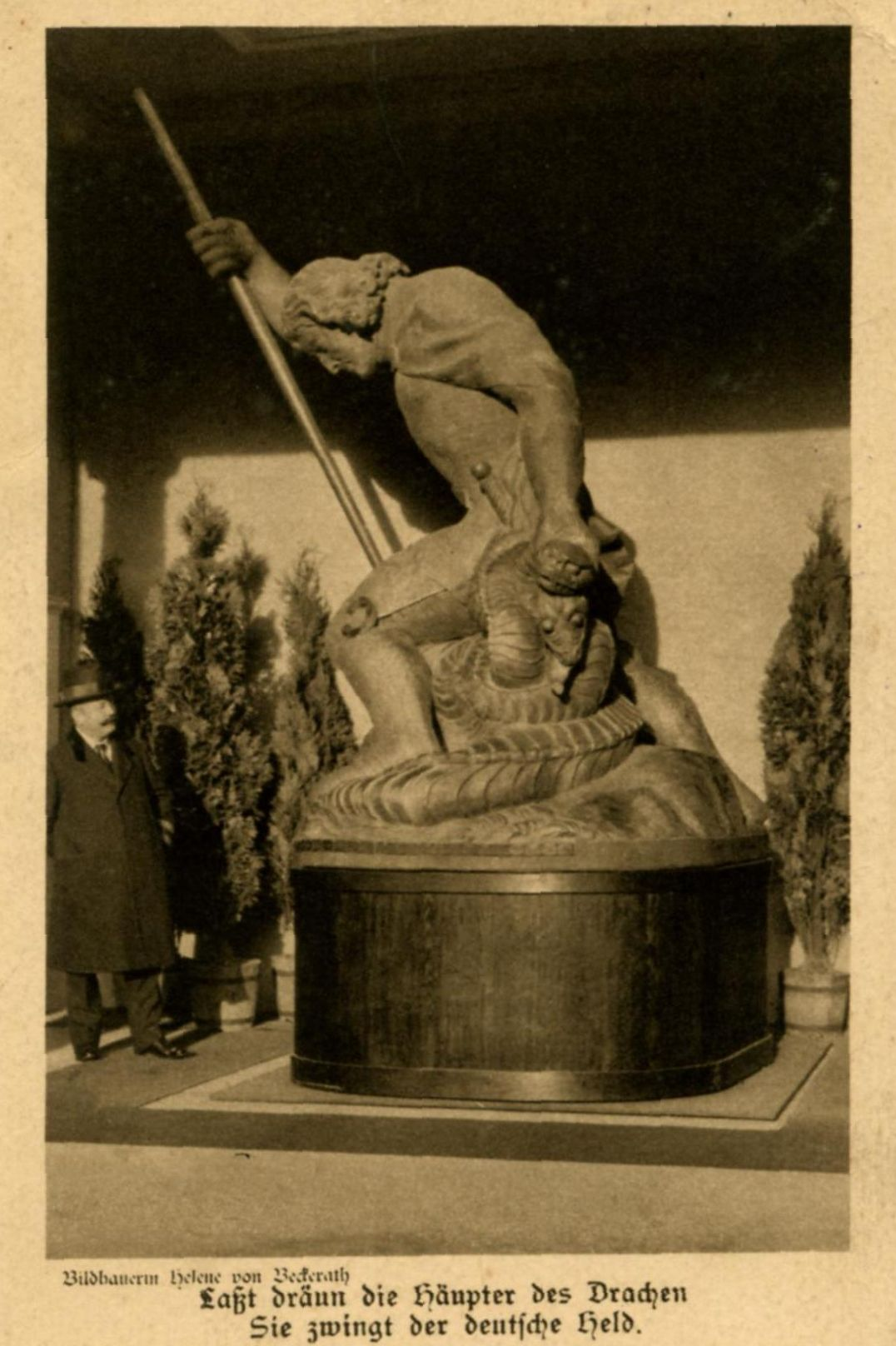
Der von Helene von Beckerath geschaffene „Eiserne Georg“ (1915)

Helene von Beckerath war die Tochter des Krefelder Seidenwarenfabrikanten Eduard von Beckerath (1838–1918) und seiner Frau Alwine, geborene Hartmann (1847–1934), und verwandt mit den Malern Moritz und Willy von Beckerath. Nach dem privaten Studium der Malerei bei Theodor Rocholl ging sie nach Paris und wechselte dort zur Bildhauerei, ohne das Malen vollständig aufzugeben. In Paris war sie Schülerin von Jean-Antoine Injalbert und arbeitete für ihn an drei Kolossalfiguren für die Pariser Weltausstellung 1900. 1903/04 war sie in einer Düsseldorfer Ausstellung mit einem Damenbildnis vertreten, das Beachtung fand, da es sich wegen seines „männlich kräftigen“ Ausdrucks von den süßlichen Blumenstillleben vieler Kolleginnen unterschied. Die Ausstellung zweier Gemälde 1904 im Salon der Société nationale des beaux-arts in Paris machte sie auch über Deutschland hinaus bekannt. Anlässlich einer Ausstellung in Amsterdam 1912 erhielt sie eine goldene Medaille. Nach mehreren Aufenthalten in Russland zwischen 1911 und 1913 musste sie mit Beginn des Ersten Weltkrieges ihren Wohnort Paris aufgeben. Sie kehrte nach Krefeld zurück, wo sie hauptsächlich bildhauerisch arbeitete. Hier beauftragte man sie 1915 mit der Anfertigung des „Eisernen Georg“, einer Darstellung des hl. Georg als Drachentöter, ausgeführt in Eichenholz, die als so genannte Nagelfigur diente, indem man gegen eine Spende für die Witwen und Waisen der im Ersten Weltkrieg gefallenen Familienväter einen Nagel einschlagen durfte. Die Nagelfigur stand ursprünglich in Krefeld am Ostwall, gegenüber dem Hotel „Krefelder Hof“ (bis ca. Ende des Ersten Weltkrieges); seit 1930 ist sie in der sogenannten Ehrenhalle des Museums Burg Linn, Krefeld, zu besichtigen. 1921 siedelte Helene von Beckerath nach Frankfurt am Main über, wo sie bis zu ihrem Tod 1946 lebte und arbeitete. Das Frankfurter Städel-Museum besitzt einige ihrer Arbeiten.

## Werke (Auswahl)
- Hl. Georg mit dem Drachen, 1915 (Museum Burg Linn)
- Bildnisbüste Hugo Koch, 1918 (Krefelder Kunstmuseum)
- Bildnisbüste Elly Ney (1930er Jahre)
- Büste des Unternehmers und Kunstsammlers Rudolf Oetker (1874–1930), Bronze; aufgestellt 1933.[6]